# Michael Sutter
Michael Sutter (* 4. März 1995) ist ein Schweizer Unihockeyspieler.

## Karriere
Seit der Saison 2016/17 steht der Nachwuchsspieler als Verteidiger beim Ostschweizer Verein UHC Waldkirch-St. Gallen unter Vertrag. Zuvor durchlief er alle U-Mannschaften des UHC Waldkirch-St. Gallen. Am 30. März 2017 gab der UHC Waldkirch-St. Gallen bekannt, dass Sutter sich auf Weltreise begehen werde. Am 20. August 2018 gab der UHC Waldkirch-St. Gallen bekannt, dass Sutter wieder für den UHC Waldkirch-St. Gallen auflaufen wird. Der gebürtige Appenzeller wurde mit einer Doppellizenz ausgestattet, was ihm Einsätze für den UH Appenzell und den UHC Waldkirch-St. Gallen ermöglicht.
Nach Ablauf der Saison 2018/19 wechselte Sutter fix zurück zum UH Appenzell.
Sein älterer Bruder Lukas Sutter ist auch Unihockeyspieler.